# Sopotnica (Prijepolje)
Sopotnica (serbisch-kyrillisch Сопотница) ist ein Ort im Bezirk Zlatibor in der südwestlichen Gebirgsregion Serbiens. Es ist Teil der Gemeinde Prijepolje. Das Dorf Sopotnica ist vor allem auf Grund der gleichnamigen Wasserfälle bekannt. Der Ort ist auch gezeichnet durch mehrere Häuser mit einem außergewöhnlichen Aufbau aus dem Mittelalter.

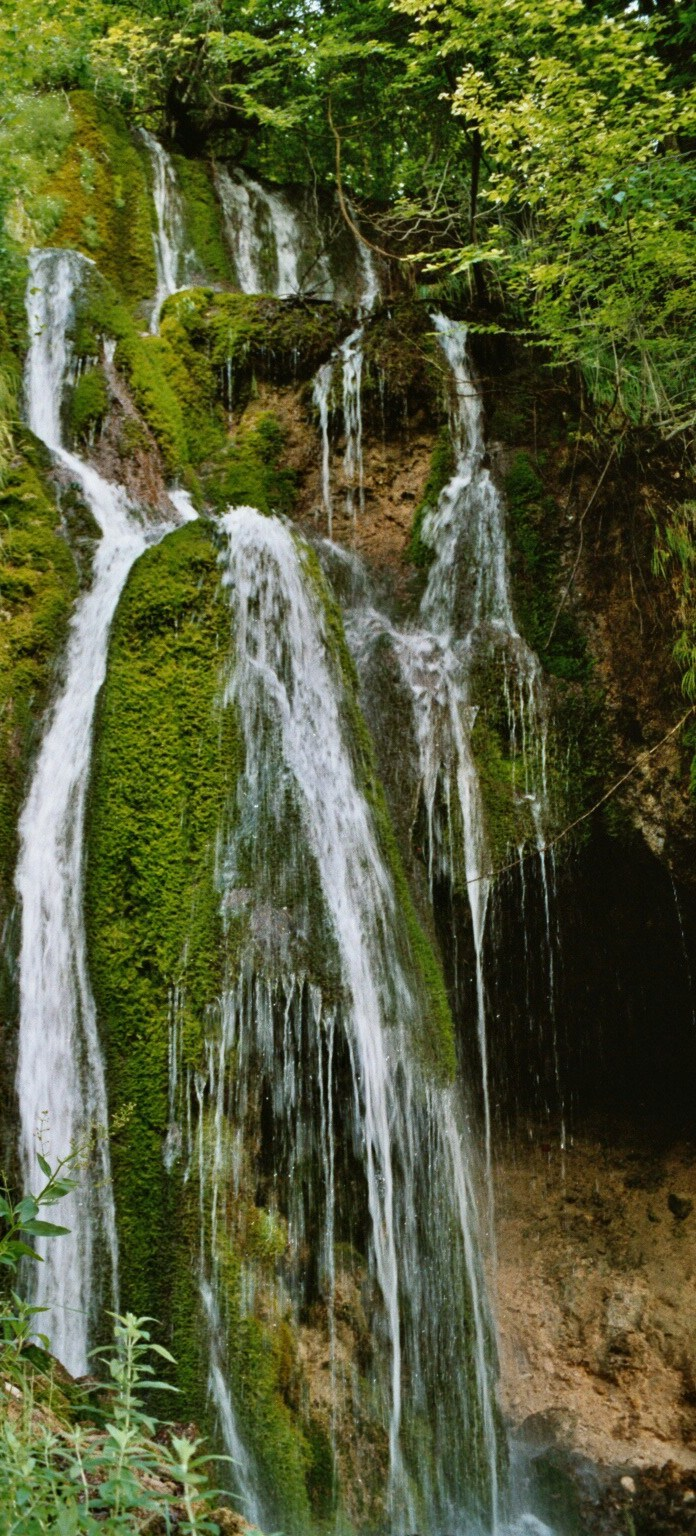
Wasserfall in Sopotnica

## Bevölkerung
Bei der Volkszählung 2002 hatte der Ort 136 Einwohner.

### Einwohnerentwicklung
Seit 1948 wurden große Veränderungen in der Einwohnerentwicklung verzeichnet. 1948 lebten 416 Menschen an diesem Ort. 2002 wurden 136 Einwohner verzeichnet, somit ein deutlicher Rückgang der Bewohner.
Mit etwa 75 % stellten bei der Volkszählung 2002 die Serben die Bevölkerungsmehrheit in der Gemeinde, gefolgt von den ethnischen Muslimen mit etwa 24 % und etwa 1 % ist nicht bekannt.

## Geologie
In Sopotnica hat sich Sedimentgestein abgelagert, vor allem Kalkstein.

### Flora
Die Welt der Flora umfasst über 62 Blumenarten.
Somit bedeutet das eine hohe Diversität in einem sehr kleinen Bereich.